# Kurașivți, Murovani Kurîlivți
Kurașivți (în ucraineană Курашівці) este localitatea de reședință a comunei Kurașivți din raionul Murovani Kurîlivți, regiunea Vinnița, Ucraina.

## Demografie
Componența lingvistică a localității Kurașivți
     Ucraineană (99,44%)
     Alte limbi (0,56%)
Conform recensământului din 2001, majoritatea populației localității Kurașivți era vorbitoare de ucraineană (99,44%), existând în minoritate și vorbitori de alte limbi.